# Lotos žlutý
Lotos žlutý (Nelumbo lutea) je druh hydrofytické byliny náležící čeledi lotosovité (Nelumbonaceae).

## Popis
Rostliny mají podobu vytrvalých bylin vyrůstajících z mohutných oddenků.
Listy dorůstají 0,6-1 m v průměru, čepel je tvarem kruhovitá, jednoduchá, s celistvými, lehce zvlněnými okraji, žilnatina je radiálně uspořádaná. Listy nejprve splývají na hladině vody, u vyvinutějších rostlin vyčnívají na pevném, 0,3-2 m dlouhém řapíku nad vodou. Na oddenku jsou uspořádány střídavě, na každou uzlinu připadá jeden list. Během nástupu zimního období a s ním spojeného chladu listy odumírají.
Smetanově až bledě žluté květy dorůstají do průměru 0,12-0,25 m, vyznačují se sladkou, zralý ananas připomínající vůní, jsou opylovány hmyzem. Kvete od června do září.
Plodem jsou kulaté, hnědé, 1-1,6 cm dlouhé, až 4 cm široké a 1g těžké oříšky. Uložené jsou hluboce v dužnatém květním lůžku, svým vzhledem nápadně připomínajícím sprchovou hlavici, a to v počtu až 20. V lůžku zůstávají plody i po svém plném uzrání 

## Ekologie
V divoké přírodě se druh vyskytuje v mělkých, stojatých či pomalu tekoucích sladkých vodách, např. v jezerech, rybnících, mokřadech, bažinách, apod.. Stanoviště vyžaduje vlhké, teplé a slunné, jako půdu preferuje neutrální, výživný, hlinitý substrát. Ačkoliv je oddenek schopen přežít mrazy v průběhu zimní dormance, dlouhodobé vystavení nízkým teplotám má za následek jeho odumření a tudíž smrt celé rostliny. Za příhodných podmínek je schopen rapidního, až agresivního množení a tvorby rozsáhlých porostů, a to prostřednictvím velmi bujného růstu kořenů, generování oddenků a semen.
Ve vodním ekosystému sehrává lotos žlutý mnoho pro faunu důležitých úloh. Svými kořeny stabilizují rostliny substrát dna. Semena jsou oblíbenou potravou vodního ptactva a ondater. Listy poskytují stín a skrýš pro vodní živočichy, pro larvy zavíječe Ostrinia penitalis představují místo, kde se odehrává fakticky celá část jejich vývinu - vajíčka jsou nejprve nakladena na lícovou stranu listu, po vylíhnutí se larvy nejdřív k listům přichycují pomocí jemných vlákének, později se zavrtávají do jejich řapíků, kde pokračuje jejich vývoj až do dosažení dospělosti, kdy vyvrtanou chodbičku v řapíku opouští.

## Rozšíření
Domovinou tohoto druhu lotosu je střed a východ USA a východní Kanada, rozšířen je však i v oblastech Mexika, Střední Ameriky (Honduras) a Karibiku (Dominikánská republika, Haiti, Jamajka). Obdobně jako u lotosu indického (Nelumbo nucifera) se rostlina může v teplejších oblastech pěstovat pro estetické účely.

## Galerie

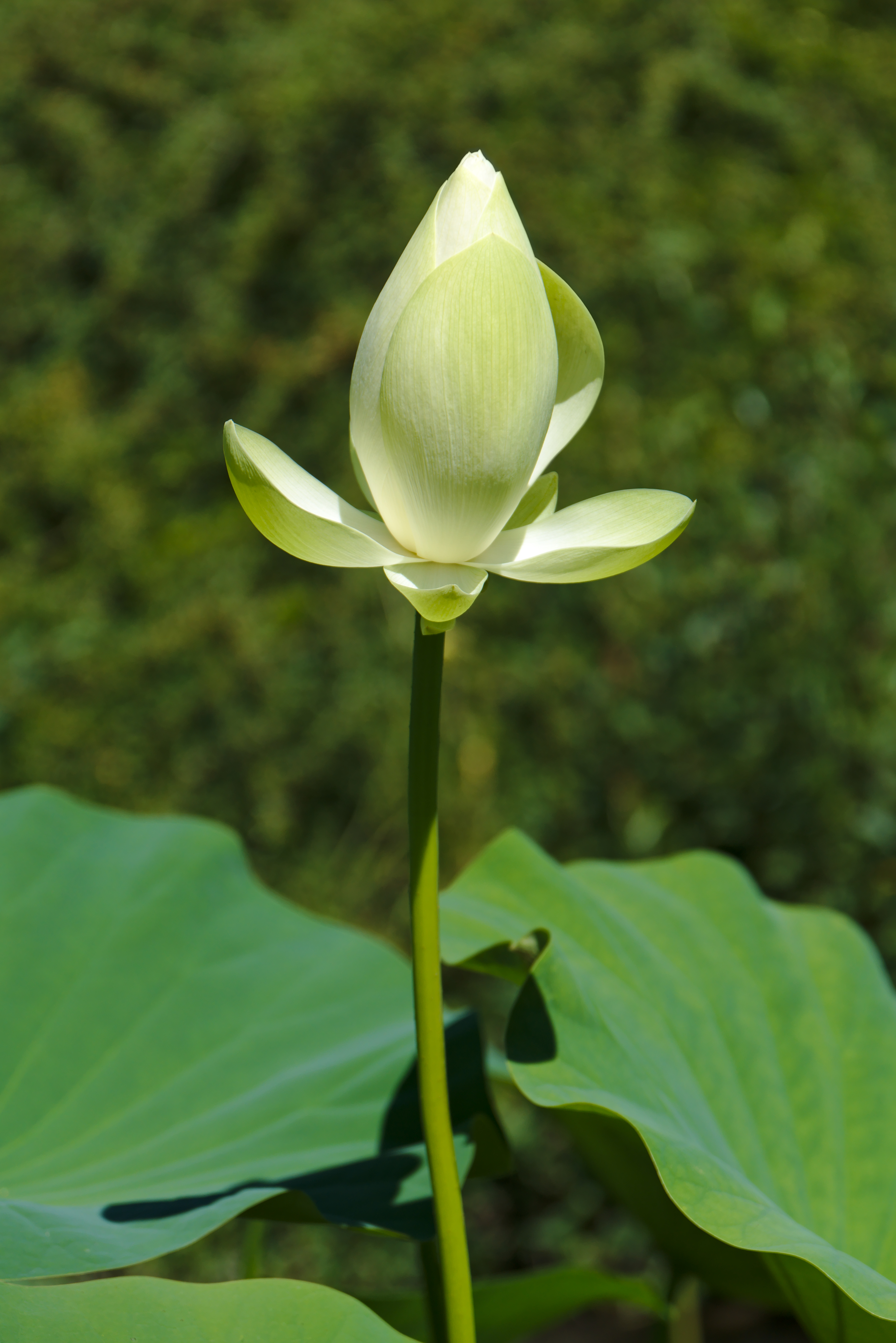
poupě
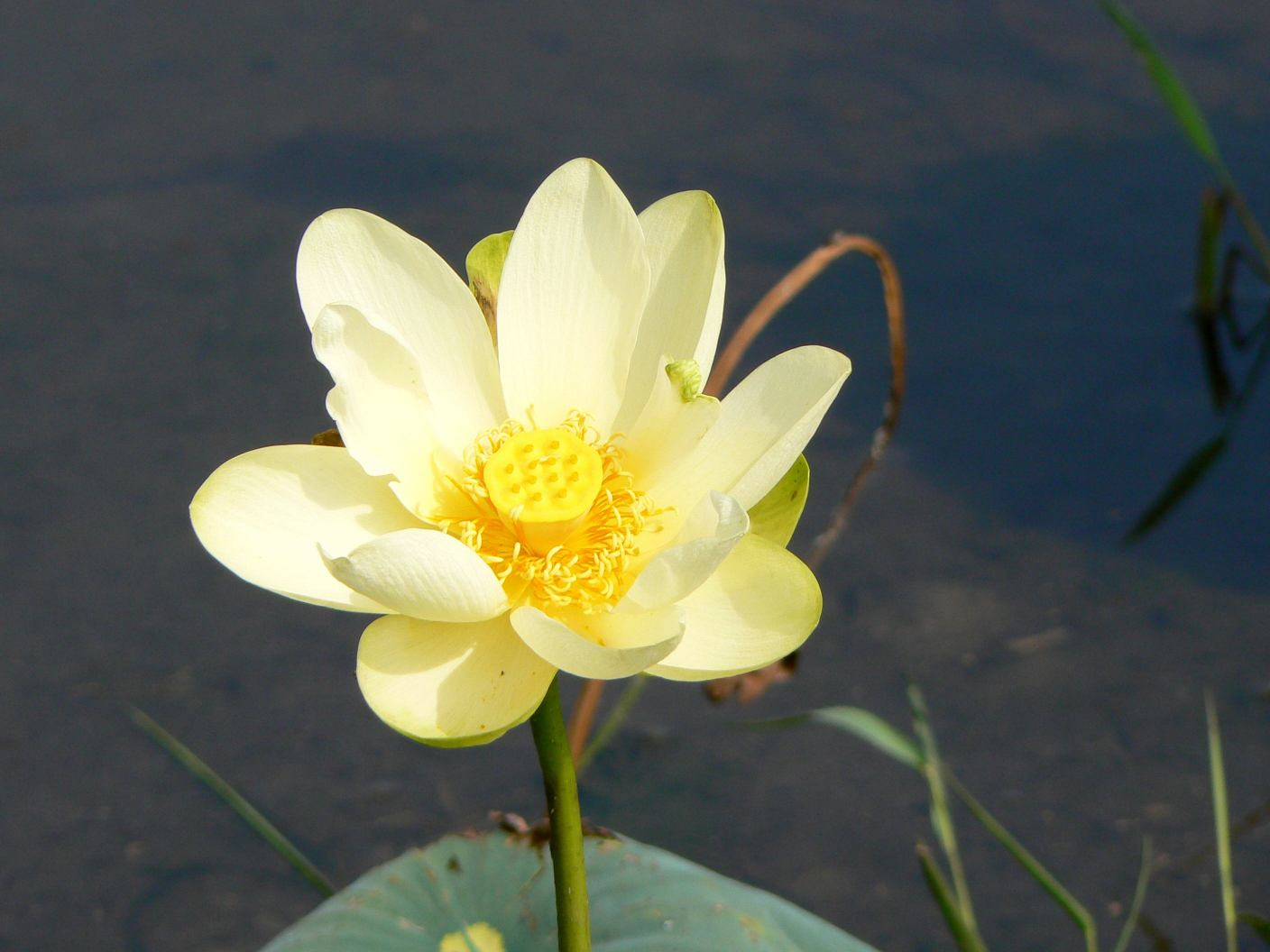
květ
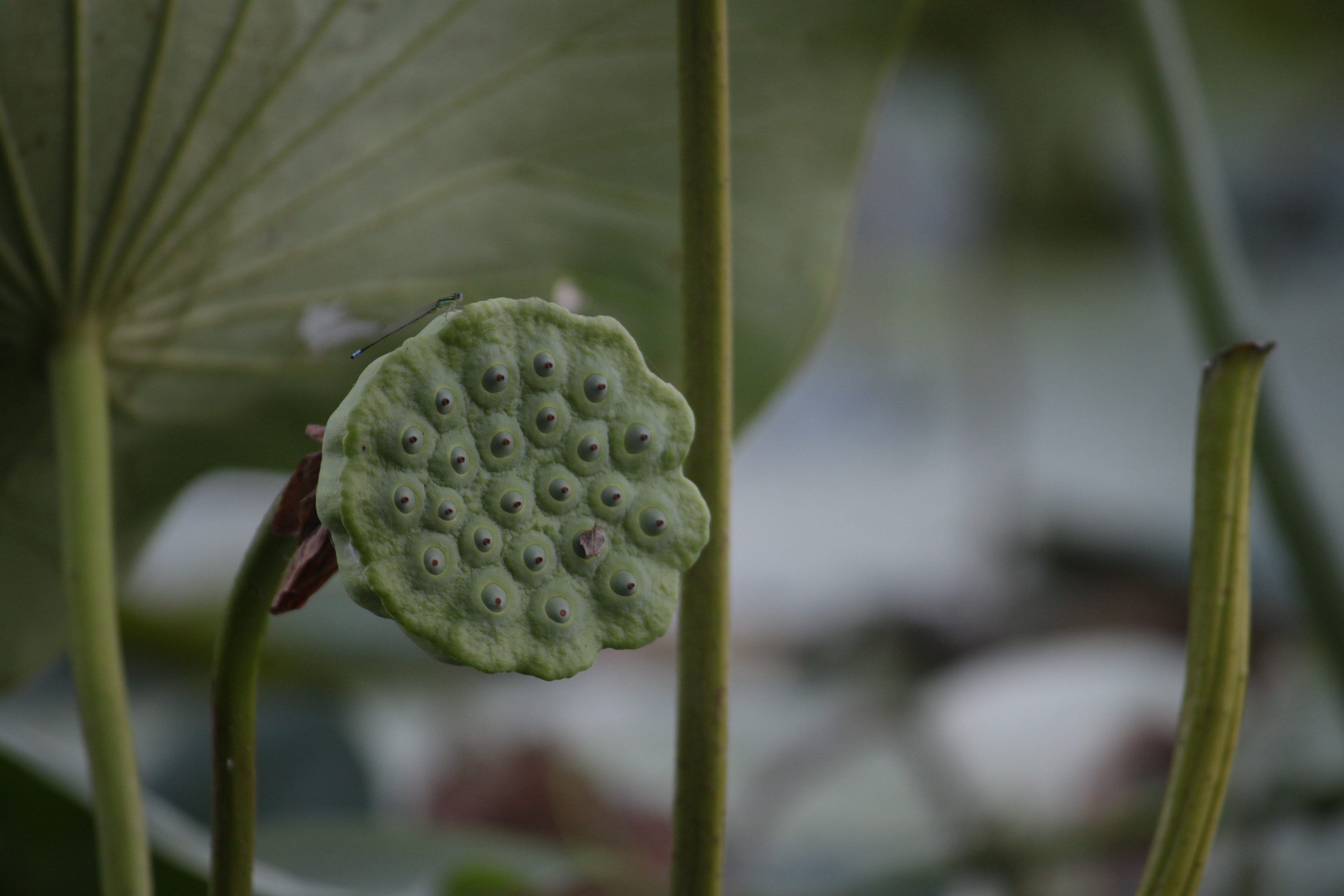
plody
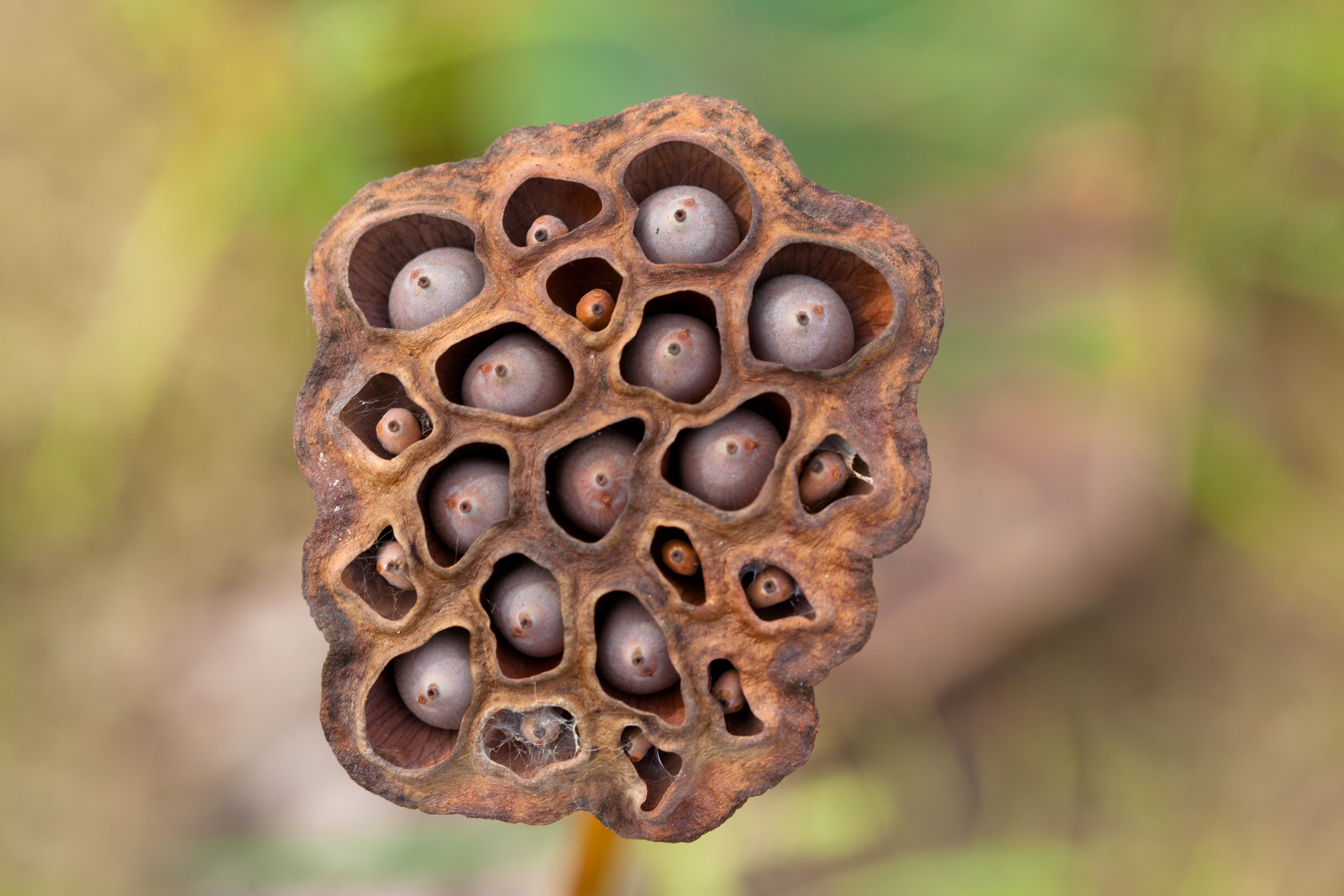
plody
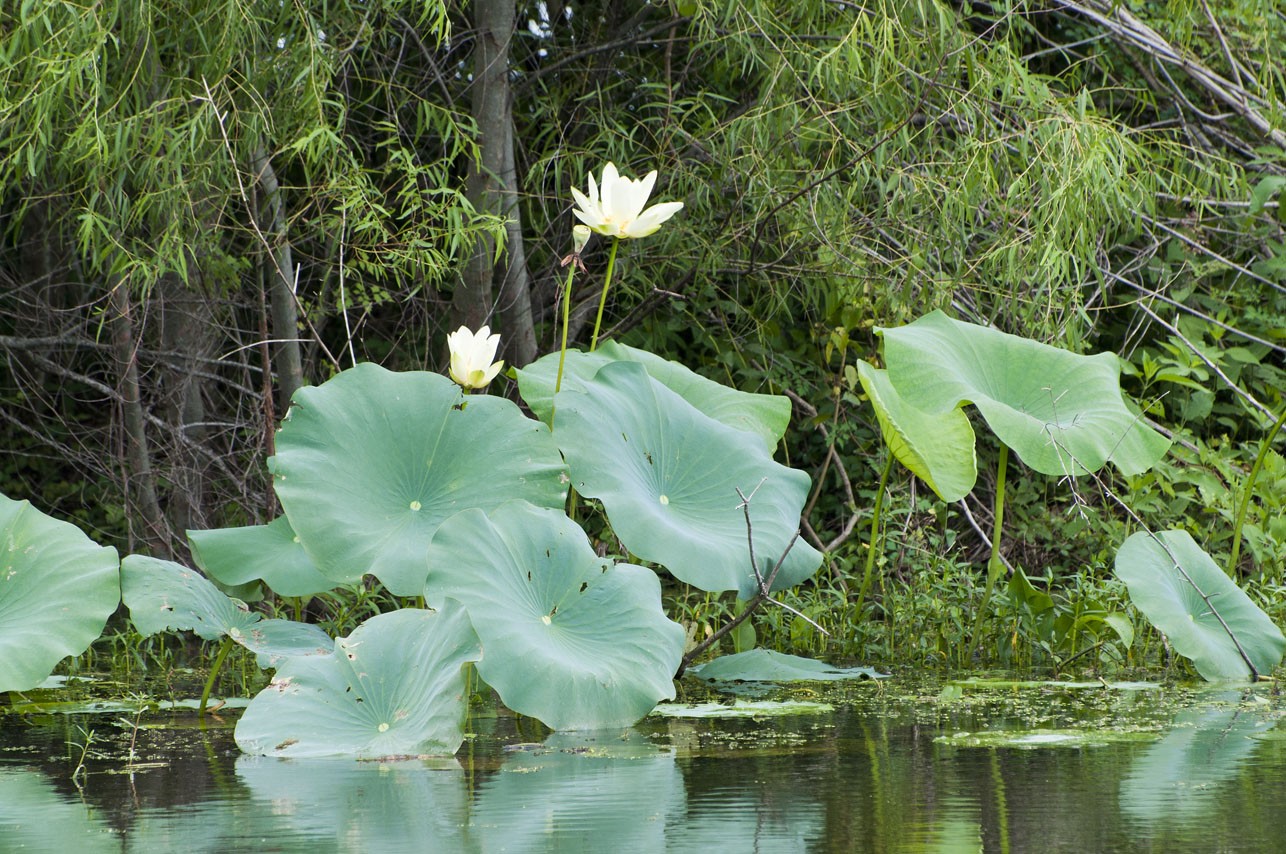
roslina
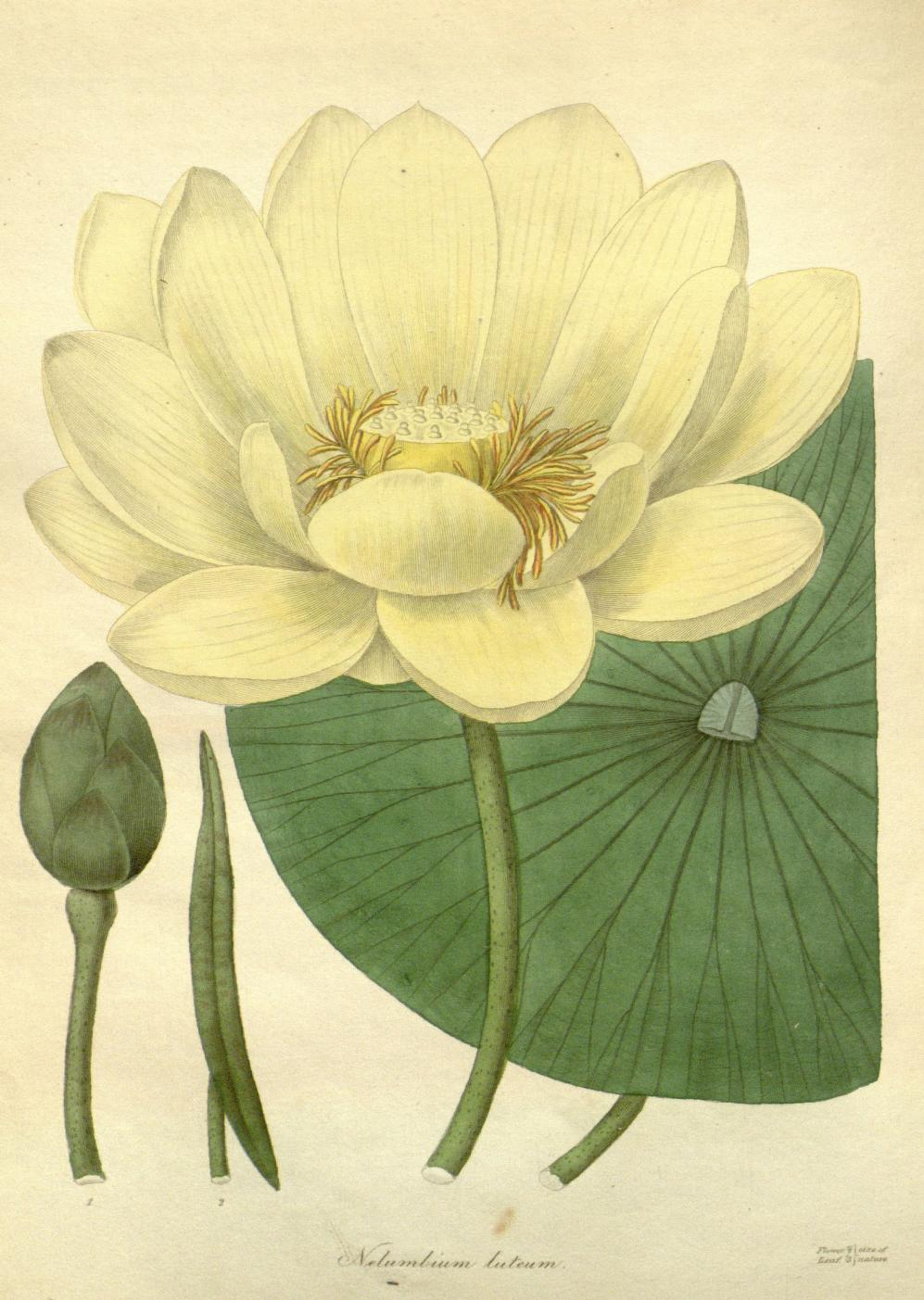
ilustrace
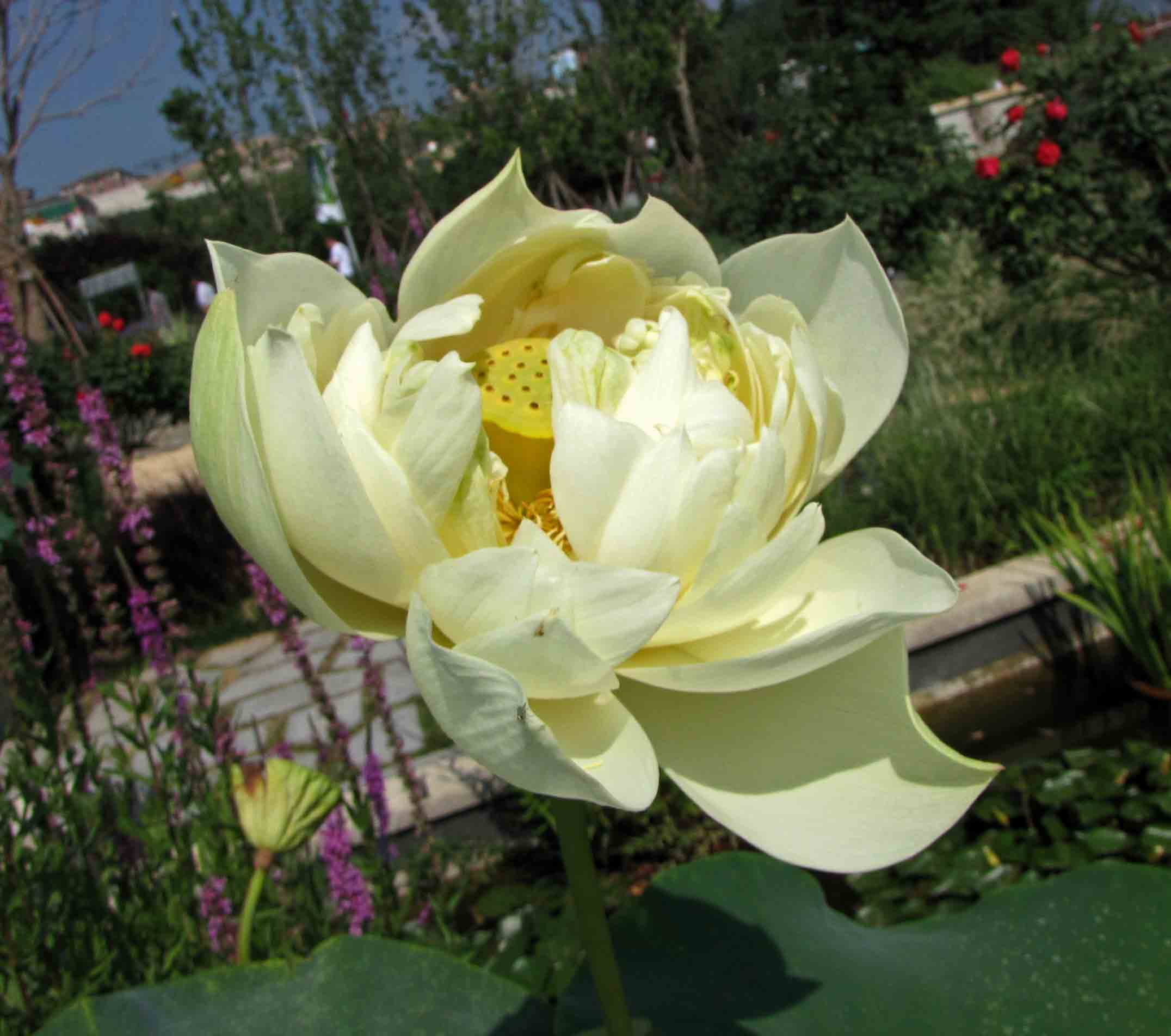
šlechtěná plnokvětá varianta
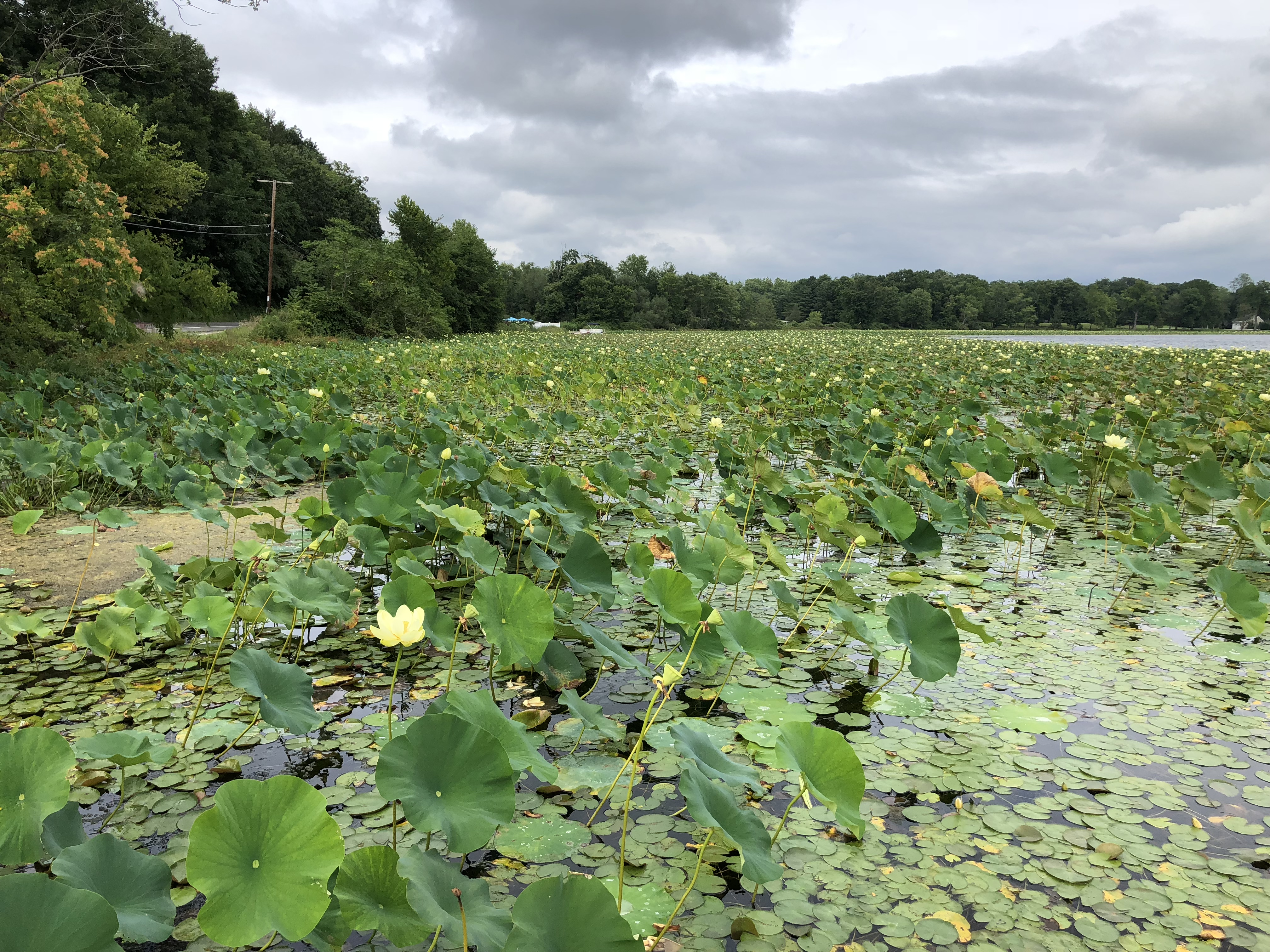
přirozený porost, New Jersey, USA